# Liste der Stolpersteine in Frankfurt-Innenstadt
Die Liste der Stolpersteine in Frankfurt am Main führt die vom Künstler Gunter Demnig verlegten Stolpersteine in Frankfurt am Main auf. Die Initiative Stolpersteine in Frankfurt am Main e. V. hat seit November 2003 die Verlegung von ca. 2000 Stolpersteinen, mindestens fünf Kopfsteinen und mindestens vier Stolperschwellen veranlasst. Die Initiative wird von der Stadt Frankfurt sowie von zahlreichen Institutionen, darunter das Jüdische Museum und das Institut für Stadtgeschichte unterstützt.
Die Steine erinnern an Menschen, die während der Zeit des Nationalsozialismus verfolgt, verhaftet, gequält, entrechtet, zur Flucht oder zum Suizid getrieben oder ermordet wurden. An ihrem letzten frei gewählten Wohnort in Frankfurt erinnern die Steine an alle Opfer des Nationalsozialismus: an Juden, Sinti und Roma, politisch Verfolgte, Zeugen Jehovas, Homosexuelle und Zwangsarbeiter, an als „asozial“ gebrandmarkte Menschen und an die Opfer der sogenannten „Euthanasie“-Morde an Kranken und Behinderten.
Im Oktober 2018 verlegte Gunter Demnig in Frankfurt den europaweit siebzigtausendsten Stein.
Die Stadtteile sind nach der Liste der Stadtteile von Frankfurt am Main angelegt. In den nicht gelisteten Stadtteilen liegen bislang keine Stolpersteine.
Über die hinter den Namen der Opfer liegenden Links lässt sich die zugehörige Biographie auf der Homepage der Stadt Frankfurt aufrufen.

## Liste
| Adresse                                                      | Name                                     | Verfolgungsschicksal | Verlegedatum      | Bild des Stolpersteins                                                                  | sonstiger Gedenkstein                                                                    | Anmerkung |
| ------------------------------------------------------------ | ---------------------------------------- | --- | ----------------- | --------------------------------------------------------------------------------------- | ---------------------------------------------------------------------------------------- | --- |
| Seilerstraße 16 ·                                            | Abraham Adolf Pohorille                  | Abraham Adolf Pohorille geb. 4.5.1893 Haft: 9.9.1939 Frankfurt deportiert 16.10.1939 KZ Buchenwald Tod: 6.4.1941, KZ Buchenwald                               | 30. Juni 2025     |                                                                                         |                                                                                          | |
| Seilerstraße 16 ·                                            | Chane Hanna Pohorille                    | Chane Hanna Pohorille, geb. Flamm-Wolfsthal geb. 9.7.1896 deportiert 1942 „nach Osten“ Tod: unbekannt                                                         | 30. Juni 2025     |                                                                                         |                                                                                          | |
| Seilerstraße 16 ·                                            | Karl Joseph „Kurt“ Pohorille             | Karl Joseph Pohorille geb. 26.10.1923 Flucht: 1939 England | 30. Juni 2025     |                                                                                         |                                                                                          | |
| Lange Straße 3 ·                                             | Prof. Dr. Aron Freimann                  | Aron Freimann 5.8.1871 Flucht Mai 1939 USA | 15. Mai 2025      |                                                                                         |                                                                                          | siehe auch Wiki Artikel |
| Lange Straße 3 ·                                             | Therese Freimann, geb. Horovitz          | Therese Freimann, geb. Horovitz 16.11.1882 Flucht Mai 1939 USA                                                                                                | 15. Mai 2025      |                                                                                         |                                                                                          | |
| Lange Straße 31 ·                                            | Szyia Oskar Schwarz                      | Szyia Oskar Schwarz Jg. 1890 'Schutzhaft' 1938 KZ Dachau Flucht 1939 Frankreich interniert/Zwangsarbeit mehrere Lager befreit                                 | 18. Jun. 2024     |                                                                                         |                                                                                          | |
| Lange Straße 31 ·                                            | Rosa Schwarz                             | Rosa Schwarz geb. Ziegelmann geb. 1904 Deportiert 1941 Kowno / Kaunas Fort IX ermordet 25.11.1941                                                             | 18. Jun. 2024     |                                                                                         |                                                                                          | |
| Lange Straße 31 ·                                            | Manfred Schwarz                          | Manfred Schwarz geb. 1933 Deportiert 1941 Kowno / Kaunas Fort IX ermordet 25.11.1941                                                                          | 18. Jun. 2024     |                                                                                         |                                                                                          | |
| Lange Straße 31 ·                                            | Hanny Haentschi Schwarz                  | Hanny Haentschi Schwarz geb. 1935 Deportiert 1941 Kowno / Kaunas Fort IX ermordet 25.11.1941                                                                  | 18. Jun. 2024     |                                                                                         |                                                                                          | |
| Lange Straße 31 ·                                            | Bella Schwarz                            | Bella Schwarz geb. 1939 Deportiert 1941 Kowno / Kaunas Fort IX ermordet 25.11.1941                                                                            | 18. Jun. 2024     |                                                                                         |                                                                                          | |
| Neue Mainzer Straße 76 ·                                     | Emanuel Rothschild                       | Emanuel Rothschild geb. 1895 "Schutzhaft" 14.11.1938 KZ Dachau entlassen 18.2.1939 versteckt / überlebt                                                       | 17. Jun. 2024     |                                                                                         |                                                                                          | |
| Neue Mainzer Straße 76 ·                                     | Elisabeth Rothschild                     | Elisabeth Rothschild geb. Roth geb. 1902 ausgegrenzt / drangsaliert erzwungene Geschäftsaufgabe 1939 überlebt                                                 | 17. Jun. 2024     |                                                                                         |                                                                                          | |
| Alte Gasse 51 (55) ·                                         | Marie Beilacher                          | Marie Beilacher geb. Kellermann geb. 1884 Zeugin Jehovas verhaftet 1938 Gefängnis Frankfurt KZ Lichtenburg 1939 KZ Ravensbrück befreit                        | 16. Jun. 2024     |                                                                                         |                                                                                          | |
| Fischerfeldstraße 12 ·                                       | Rubin Riemer                             | Rubin M. Riemer Jg. 1879 Flucht 1940 Belgien interniert Mecheln deportiert ermordet in Auschwitz                                                              | 2. Juli 2023      |                                                                                         |                                                                                          | |
| Fischerfeldstraße 12 ·                                       | Rifka Rachel Riemer                      | Rifka Rachel Riemer, geb. Kampler Jg. 1884 deportiert 1941 Minsk ermordet                                                                                     | 2. Juli 2023      |                                                                                         |                                                                                          | |
| Fischerfeldstraße 12 ·                                       | Wilhemine Riemer                         | Wilhemine Riemer, geb. Ullmann Jg. 1904 Flucht 1939 Belgien 1940 USA                                                                                          | 2. Juli 2023      |                                                                                         |                                                                                          | |
| Fischerfeldstraße 12 ·                                       | Joseph Riemer                            | Joseph Riemer Jg. 1909 Flucht 1939 Belgien 1940 USA | 2. Juli 2023      |                                                                                         |                                                                                          | |
| Fischerfeldstraße 12 ·                                       | Jakob Riemer                             | Jakob Riemer Jg. 1912 verhaftet 1939 Gefängnis Preungesheim Flucht 1940 USA                                                                                   | 2. Juli 2023      |                                                                                         |                                                                                          | |
| Fischerfeldstraße 12 ·                                       | Auguste Riemer                           | Jakob Riemer (Tochter) Flucht USA | 2. Juli 2023      |                                                                                         |                                                                                          | |
| Lange Straße 33 ·                                            | Amalie Seckbach                          | Amalie Seckbach geb. Buch geb. 07.05.1870 Deportation: 15.9.1942 Theresienstadt tot 10.8.1944                                                                 | 16. Mai 2023      |                                                                                         |                                                                                          | |
| Lange Straße 33 ·                                            | Sally Buch                               | Sally Buch geb. 6.6.1877 Deportation: 1942 Theresienstadt befreit                                                                                             | 16. Mai 2023      |                                                                                         |                                                                                          | |
| Lange Straße 33 ·                                            | Albert Stern                             | Albert Stern geb. 22.06.1869 Deportation: 1942 Theresienstadt tot 31.10.1942                                                                                  | 16. Mai 2023      |                                                                                         |                                                                                          | |
| Lange Straße 33 ·                                            | Rosalie Stern                            | Rosalie Stern geb. 22.09.1866 Deportation: 1942 Theresienstadt tot 18.2.1943                                                                                  | 16. Mai 2023      |                                                                                         |                                                                                          | |
| Zeil 51 ·                                                    | Samuel Falk                              | Samuel Falk geb. 30.11.1882 Haft Dachau, 10.11.-30.12.1938 Flucht März 1939 USA                                                                               | 10. Mai 2022      |                                                                                         |                                                                                          | |
| Zeil 51 ·                                                    | Karoline Falk                            | Karoline Falk, geb. Goldstein geb. 30.12.1893 Flucht März 1939 USA                                                                                            | 10. Mai 2022      |                                                                                         |                                                                                          | |
| Zeil 51 ·                                                    | Flora Falk                               | Flora Falk, geb. Goldstein geb. 20.09.1922 Flucht März 1939 USA                                                                                               | 10. Mai 2022      |                                                                                         |                                                                                          | |
| Zeil 51 ·                                                    | Norman Falk                              | Norman Falk geb. 24.06.1928 Flucht März 1939 USA | 10. Mai 2022      |                                                                                         |                                                                                          | |
| Neue Mainzer Straße 55 ·                                     | Hugo May                                 | Hugo May geb. 25.1.1880 deportiert 15.9.1942 Theresienstadt und Auschwitz ermordet                                                                            | Juni 2021         |                                                                                         |                                                                                          | Umverlegung; Erstverlegung 24. April 2008 in der Rödelheimer Landstraße 24 ·                                                |
| Neue Mainzer Straße 55 ·                                     | Johanna May                              | Johanna May geb. Sichel geb. 31.8.1881 deportiert 15.9.1942 Theresienstadt und Auschwitz ermordet                                                             | Juni 2021         |                                                                                         |                                                                                          | Umverlegung; Erstverlegung 24. April 2008 in der Rödelheimer Landstraße 24 ·                                                |
| Opernplatz 14 ·                                              | Cornelis van der Raaf                    | Cornelis van der Raaf geb. 8.10.1917 Zwangsarbeit ab 1941 bis 1943 in Frankfurt Zwangsarbeit ab 1943 in vers. Städten Befreiung 30.4 1945                     | 26. Jun. 2021     |                                                                                         |                                                                                          | |
| Hochstraße 4 ·                                               | Ottilie Altschüler                       | Ottilie Altschüler geb. Cahn geb. 22. April 1864 Flucht 1939 Luxemburg interniert Fünfbrunnen Todesdatum: 20.8.1942                                           | 03. Sep. 2021     |                                                                                         |                                                                                          | |
| Breite Gasse 23 ·                                            | David Gingold                            | David Gingold geb. 11.07.1913 Flucht 1933 Frankreich Im Widerstand / Resistance                                                                               | 04. Sep. 2021     |                                                                                         |                                                                                          | |
| Breite Gasse 23 ·                                            | Ester Gingold                            | Ester Gingold geb. Wroblewsky geb. 15.08.1890 Flucht 1933 Frankreich                                                                                          | 04. Sep. 2021     |                                                                                         |                                                                                          | |
| Breite Gasse 23 ·                                            | Moritz Gingold                           | Moritz Gingold geb. 18.08.1891 Flucht 1933 Frankreich | 04. Sep. 2021     |                                                                                         |                                                                                          | |
| Breite Gasse 23 ·                                            | Funny Gingold                            | Funny Gingold geb. 2.11.1917 Flucht 1933 Frankreich Im Widerstand / Resistance                                                                                | 04. Sep. 2021     |                                                                                         |                                                                                          | |
| Breite Gasse 23 ·                                            | Siegmund Gingold                         | Siegmund Gingold geb. 07.11.1922 Flucht 1933 Frankreich Im Widerstand / Resistance                                                                            | 04. Sep. 2021     |                                                                                         |                                                                                          | |
| Breite Gasse 23 ·                                            | Peter Gingold                            | Peter Gingold geb. 08.03.1916 Flucht 1933 Frankreich Im Widerstand / Resistance 1943 Haft und Folter in Dijon und Paris Befreit                               | 04. Sep. 2021     |                                                                                         |                                                                                          | siehe auch Wiki Artikel |
| Stoltzestr. 20 ·                                             | Friedrich Meyer                          | Friedrich Meyer Jg. 1887 Zeuge Jehovas verhaftet 1937 Gefängnis Frankfurt 1939 Buchenwald 1941 Wewelsburg 1943 Ravensbrück befreit                            | Juni 2021         |                                                                                         |                                                                                          | schon 2020 verlegt, offizielle Enthüllungszeremonie ist aber auf den Juni 2021                                              |
| Stoltzestr. 20 ·                                             | Margarete Meyer                          | Margarethe Meyer, geb. Rau Jg. 1888 Zeugin Jehovas verhaftet 1937 Gefängnis Frankfurt seit 1938 verschiedene Heilanstalten zuletzt Hadamar mit Hilfe überlebt | Juni 2021         |                                                                                         |                                                                                          | schon 2020 verlegt, offizielle Enthüllungszeremonie ist aber auf den Juni 2021                                              |
| Zeil 29 ·                                                    | Fanny Bär                                | Fanny Bär geb. 17.6.1900 Flucht 1939 Argentinien | 23. Okt. 2020     | Stolperst zeil 29 baer fanny                                                            |                                                                                          | |
| Zeil 29 ·                                                    | Paula Bär                                | Paula Bär geb. Hilowitz geb. 15.12.1867 deportiert 1942 Theresienstadt befreit                                                                                | 23. Okt. 2020     | Stolperst zeil 29 baer paula                                                            |                                                                                          | |
| Rechneigrabenstraße 18–20 ·                                  | Max Rosenthal                            | Max Rosenthal geb. 16.9.1874 Deportation 1.9.1942 Theresienstadt Todesdatum: 22.2.1943                                                                        | 22. Okt. 2019     | Stolperstein Max Rosenthal, 1, Rechneigrabenstraße 18-20, Innenstadt, Frankfurt am Main |                                                                                          | |
| Rechneigrabenstraße 18–20 ·                                  | Lina Rosenthal                           | Lina Rosenthal, geb. Ehrenfeld geb. 12.2.1894 Deportation 1.9.1942 Theresienstadt 15.5.1944 Auschwitz Todesdatum: unbekannt                                   | 22. Okt. 2019     |                                                                                         |                                                                                          | |
| Rechneigrabenstraße 18–20 ·                                  | Israelitische Krankenhaus und Altersheim | 1829-1942; 1983 enteignet, ab August/September 1942 Sammelpunkt für Deportationen; 166 Jüdinnen und Juden von hier verschleppt und ermordet                   | 22. Okt. 2019     | Stolperst rechneigrabenstr 18-20 kopfstein                                              | „Kopfstein“ für das Israelitische Krankenhaus und Altersheim in der Rechneigrabenstraße  | siehe auch Wiki Kopfstein                                                                                                   |
| Mainstraße 10 ·                                              | Jakob Weinberger                         | Jakob Weinberger geb. 14.2.1904 Deportation 9.9.1939 Haft 16.10.1939-12.3.1942 KZ Buchenwald, 12.3.1942 Bernburg Todesdatum: 12.3.1942                        | 25. Juni 2019     |                                                                                         |                                                                                          | |
| Mainstraße 10 ·                                              | Glicka Weinberger                        | Glicka Weinberger, geb. Sari geb. 16.8.1894 Deportation 1942 unbekannt Todesdatum: unbekannt                                                                  | 25. Juni 2019     |                                                                                         |                                                                                          | |
| Mainstraße 10 ·                                              | Sally Weinberger                         | Sally Weinberger geb. 4.2.1924 Flucht: 1939 Palästina | 25. Juni 2019     |                                                                                         |                                                                                          | |
| Mainstraße 10 ·                                              | Hermann Weinberger                       | Hermann Weinberger geb. 11.9.1926 Flucht: 1940 Palästina | 25. Juni 2019     |                                                                                         |                                                                                          | |
| Mainstraße 10 ·                                              | Toni Weinberger                          | Toni Weinberger geb. 2.10.1930 Deportation 1942 unbekannt Todesdatum: unbekannt                                                                               | 25. Juni 2019     |                                                                                         |                                                                                          | |
| Mainstraße 10 ·                                              | Ruth Weinberger                          | Ruth Weinberger geb. 23.12.1928 Deportation 1942 unbekannt Todesdatum: unbekannt                                                                              | 25. Juni 2019     |                                                                                         |                                                                                          | |
| Mainstraße 10 ·                                              | Rosa Weinberger                          | Rosa Weinberger geb. 8.2.1939 Deportation 1942 unbekannt Todesdatum: unbekannt                                                                                | 25. Juni 2019     |                                                                                         |                                                                                          | |
| Allerheiligenstraße 26 ·                                     | Jakob Kahn                               | Jakob Kahn geb. 5.11.1882 Haft: 10.4.1937 und 2.5.1939, Verurteilt § 175, F-Preungesheim, 13.7.1939 Diez, 8.2.1940 Sachsenhausen Tod 12.4.1940                | 22. Juni 2019     |                                                                                         |                                                                                          | |
| Schützenstraße 7 ·                                           | Karl Rudolf Reinhardt                    | Karl Rudolf Reinhardt geb. 20. Mai 1886 Haft: 18.3.1937 Frankfurt 30.6.1937 KZ Lichtenburg 14.8.1937 KZ Buchenwald Befreiung: 11.4.1945                       | 22. Juni 2019     |                                                                                         |                                                                                          | |
| Schützenstraße 2 ·                                           | Paul Bloch                               | Paul Bloch geb. 16.10.1911 Verhaftet 1933 und 1935 in Frankfurt am Main Schutzhaft 19.4.1942 20.5.1942 Deportiert KZ Mauthausen Tod 16.6.1942                 | 23. Okt. 2018     |                                                                                         |                                                                                          | |
| Rechneigrabenstraße 7 ·                                      | Mendel Schindel                          | Mendel Schindel geb. 1896 Deportiert 1941 Ermordet in Minsk                                                                                                   | 18. Mai 2018      |                                                                                         |                                                                                          | |
| Rechneigrabenstraße 7 ·                                      | Dora Schindel                            | Dora Schindel, geb. Weiss geb. 1893 Deportiert 1941 Ermordet in Minsk                                                                                         | 18. Mai 2018      |                                                                                         |                                                                                          | |
| Rechneigrabenstraße 7 ·                                      | Frida Schindel                           | Frida Schindel geb. 1923 Kindertransport 1939 nach England | 18. Mai 2018      |                                                                                         |                                                                                          | |
| Rechneigrabenstraße 7 ·                                      | Rosa Schindel                            | Rosa Schindel geb. 1924 Kindertransport 1939 nach England | 18. Mai 2018      |                                                                                         |                                                                                          | |
| Rechneigrabenstraße 7 ·                                      | Isidor Schindel                          | Isidor Schindel geb. 1926 Mit Fluchthilfe 1939 Dänemark | 18. Mai 2018      |                                                                                         |                                                                                          | |
| Rechneigrabenstraße 7 ·                                      | Susi Schindel                            | Susi Schindel geb. 1927 Kindertransport 1939 nach England | 18. Mai 2018      |                                                                                         |                                                                                          | |
| Rechneigrabenstraße 18 – 20 ·                                | Seligmann Siegmund Schwab                | Seligmann Siegmund Schwab geb. 8.11.1866 Deportiert 18.8.1942 tod 24.9.1943                                                                                   | 18. Mai 2018      |                                                                                         |                                                                                          | |
| Rechneigrabenstraße 18 – 20 ·                                | Klara Schwab                             | Klara Schwab, geb. Levi geb. 26.7.1872 Deportiert 18.8.1942 Theresienstadt tod 20.10.1942                                                                     | 18. Mai 2018      |                                                                                         |                                                                                          | |
| Rechneigrabenstraße 18 – 20 ·                                | Fanny Schwab                             | Fanny Schwab geb. 26.7.1872 Deportiert 26.1.1861 tod 23.9.1942                                                                                                | 18. Mai 2018      |                                                                                         |                                                                                          | |
| Rechneigrabenstraße 18 – 20 ·                                | Hanna Schwab                             | Hanna Schwab geb. 30.10.1898 Deportiert 16.8.1942 tod unbekannt                                                                                               | 18. Mai 2018      |                                                                                         |                                                                                          | |
| Heiligkreuzgasse 13 ·                                        | Samuel Perlhefter                        | Samuel Perlhefter geb. 17.4.1873 Haft: 13./14. Juni 1938 KZ Buchenwald Deportiert 24.10.1940 Dachau 23.2.1942 Hartheim tod 23.2.1942                          | 18. Mai 2018      |                                                                                         |                                                                                          | |
| Heiligkreuzgasse 13 ·                                        | Emma Perlhefter                          | Emma Perlhefter geb. Jonas geb. 27.2.1877 Deportiert 18.8.1942 Theresienstadt tod 13.1.1943                                                                   | 18. Mai 2018      |                                                                                         |                                                                                          | |
| Heiligkreuzgasse 13 ·                                        | Heinrich Perlhefter                      | Heinrich Perlhefter geb. 13.12.1900 Haft 9.11.38 bis 15.2.1939 KZ Dachau Deportiert 9.3.1943 Dachau 15.7.1945 Auschwitz befreit                               | 18. Mai 2018      |                                                                                         |                                                                                          | |
| Heiligkreuzgasse 13 ·                                        | Ludwig Perlhefter                        | Ludwig Perlhefter geb. 11.12.1901 Haft 16.11.1938-11.2.1939 KZ Dachau Deportiert 9.3.1943 Minsk tod unbekannt                                                 | 18. Mai 2018      |                                                                                         |                                                                                          | |
| Heiligkreuzgasse 13 ·                                        | Albert Perlhefter                        | Albert Perlhefter geb. 19.11.1909 Haft 16.8.1941 KZ Mauthausen tod 29.9.1941                                                                                  | 18. Mai 2018      |                                                                                         |                                                                                          | |
| Heiligkreuzgasse 13 ·                                        | Karola Perlhefter                        | Karola Perlhefter geb. 30.7.1912 Haft 1938 Ravensbrück Bernburg tod 26.03.1942                                                                                | 18. Mai 2018      |                                                                                         |                                                                                          | |
| Heiligkreuzgasse 13 ·                                        | Erna Perlhefter                          | Erna Perlhefter geb. 14.10.1920 Deportiert ??.5.1942 tod unbekannt                                                                                            | 18. Mai 2018      |                                                                                         |                                                                                          | |
| Heiligkreuzgasse 13 ·                                        | Jenny Perlhefter                         | Jenny Perlhefter, geb. Meier geb. 6.11.1910 Deportiert 11.11.1941 Minsk tod unbekannt                                                                         | 18. Mai 2018      |                                                                                         |                                                                                          | |
| Heiligkreuzgasse 13 ·                                        | Tana Perlhefter                          | Tana Perlhefter geb. 30.8.1939 Deportiert 11.11.1941 Minsk tod unbekannt                                                                                      | 18. Mai 2018      |                                                                                         |                                                                                          | |
| Heiligkreuzgasse 13 ·                                        | Josef Süß                                | Josef Süß geb. 3.6.1901 Deportiert 1942 tod unbekannt | 18. Mai 2018      |                                                                                         |                                                                                          | |
| Lange Straße 28 ·                                            | Eduard Rothschild                        | Eduard Rothschild geb. 12.10.1865 Deportiert 1.9.1942 Theresienstadt tod 14.9.1942                                                                            | 18. Mai 2018      |                                                                                         |                                                                                          | |
| Lange Straße 28 ·                                            | Clotilde Rothschild                      | Clotilde Rothschild, geb. Geismar geb. 28.9.1876 Deportiert 1.9.1942 Theresienstadt tod 14.9.1942                                                             | 18. Mai 2018      |                                                                                         |                                                                                          | |
| Carl-Theodor-Reiffensteinplatz 5 (früher Reineckstraße 21) · | Klara Keile                              | Keile Klara Goldblatt, geb. Diamant geb. 20.10.1892 deportiert 24./26.09.1942 Raasiku tod                                                                     | 13. Nov 2017      |                                                                                         |                                                                                          | |
| Carl-Theodor-Reiffensteinplatz 5 (früher Reineckstraße 21) · | Sally Goldblatt                          | Sally Goldblatt geb. 7.8.1925 Flucht 22.11.1938 Holland Deportiert 15.6.1942 Westerbork / Auschwitz Tod 13.8.1942                                             | 13. Nov 2017      |                                                                                         |                                                                                          | |
| Carl-Theodor-Reiffensteinplatz 5 (früher Reineckstraße 21) · | Helene Goldblatt                         | Helene Goldblatt geb. 15.2.1928 Flucht 22.11.1938 Holland Deportiert 15.6.1942 Westerbork / Auschwitz Tod 19.11.1943                                          | 13. Nov 2017      |                                                                                         |                                                                                          | |
| Carl-Theodor-Reiffensteinplatz 5 (früher Reineckstraße 21) · | Selma Goldblatt                          | Helene Goldblatt geb. 16.10.1930 1940 Flucht Palästina | 13. Nov 2017      |                                                                                         |                                                                                          | |
| Carl-Theodor-Reiffensteinplatz 5 (früher Reineckstraße 21) · | Abraham Goldblatt                        | Abraham Goldblatt geb. 7.8.1919 1940 Flucht Palästina | 13. Nov 2017      |                                                                                         |                                                                                          | |
| Carl-Theodor-Reiffensteinplatz 5 (früher Reineckstraße 21) · | Pepi Goldblatt                           | Pepi Goldblatt geb. 2.6.1921 Flucht 1936 Palästina | 13. Nov 2017      |                                                                                         |                                                                                          | |
| Zeil 85–93 (101) ·                                           | Ida Wronker                              | Ida Wronker, geb. Friedeberg geb. 5.9.1871 Flucht 1939 Frankreich deportiert Drancy, 23.9.1942 Auschwitz Tod                                                  | 13. Nov 2017      |                                                                                         |                                                                                          | siehe auch Wiki Artikel |
| Zeil 85–93 (101) ·                                           | Hermann Wronker                          | Hermann Wronker geb. 5.8.1867 Flucht 1939 Frankreich deportiert Drancy, 23.9.1942 Auschwitz tod                                                               | 13. Nov 2017      |                                                                                         | siehe auch Wiki Artikel                                                                  | |
| Seilerstraße 33 ·                                            | Auguste Levy                             | Hier lebte Auguste Levy geb. Leibsohn geb. 17.11.1909 Deportation 1941 Kaunas ermordet 25.11.1941                                                             | 22. Juni 2017     |                                                                                         |                                                                                          | |
| Seilerstraße 33 ·                                            | Max Levy                                 | Max Levy geb. 15.10.1906 Deportation 1941 Kaunas ermordet 25.11.1941                                                                                          | 22. Juni 2017     |                                                                                         |                                                                                          | |
| Seilerstraße 33 ·                                            | Judith Levy                              | Judith Levy geb. 11.03.1935 Deportation 1941 Kaunas ermordet 25.11.1941                                                                                       | 22. Juni 2017     |                                                                                         |                                                                                          | |
| Mainstraße 16 ·                                              | Edith Bukspan                            | Edith Bukspan geb. 13.05.1935 Deportation 1942 Raasiku ermordet                                                                                               | 22. Juni 2017     |                                                                                         |                                                                                          | |
| Mainstraße 16 ·                                              | Moshe Bukspan                            | Moshe Bukspan geb. 31.01.1902 Verhaftet 1939 F-Preungesheim 1940 Sachsenhausen 1941 Ravensbrück „Verlegt“ März 1942 Bernburg Ermordet März 1942 ermordet      | 22. Juni 2017     |                                                                                         |                                                                                          | |
| Mainstraße 16 ·                                              | Toni Bukspan                             | Toni Bukspan geb. Laufer geb. 01.01.1903 Deportation 1942 Raasiku ermordet                                                                                    | 22. Juni 2017     |                                                                                         |                                                                                          | |
| Mainstraße 16 ·                                              | Ruth Bukspan                             | Ruth Bukspan geb. 31.05.1928 Deportation 1942 Raasiku ermordet                                                                                                | 22. Juni 2017     |                                                                                         |                                                                                          | |
| Klingerstrasse 25 ·                                          | Emma Elison                              | Emma Elison geb. Roman geb. 12.12.1880 Im Widerstand/KPD 1935 verhaftet F-Preungesheim „Hochverrat“ 1939 Ravensbrück Ermordet in Auschwitz 09.10.1942         | 24. Juni 2017     |                                                                                         |                                                                                          | |
| Klingerstrasse 25 ·                                          | Fritz Elison                             | Fritz Elison geb. 23.08.1886 Im Widerstand/KPD 1935 verhaftet Frankfurt-Preungesheim Gefaengnis Butzbach Zuchthaus Freiendiez entlassen 1940                  | 24. Juni 2017     |                                                                                         |                                                                                          | |
| Börneplatz 1 ·                                               | Zilli Heinrich                           | Zilli Heinrich geb. 02.09.1922 Deportiert 1941 ermordet in Kaunas 25.11.1941                                                                                  | 22. Juni 2017     |                                                                                         |                                                                                          | |
| Börneplatz 1 ·                                               | Emilie Heinrich                          | Emilie Heinrich geb. Sachs geb. 14.04.1888 Deportiert 1941 ermordet in Kaunas 25.11.1941                                                                      | 22. Juni 2017     |                                                                                         |                                                                                          | |
| Börneplatz 1 ·                                               | Philipp Heinrich                         | Philipp Heinrich geb. 21.12.1882 „Schutzhaft“ 1938 Buchenwald Flucht 1939 England                                                                             | 22. Juni 2017     |                                                                                         |                                                                                          | |
| Börneplatz 1 ·                                               | Jonas Albi Heinrich                      | Jonas Albi Heinrich geb. 08.11.1909 Flucht 1936 Palästina | 22. Juni 2017     |                                                                                         |                                                                                          | |
| Börneplatz 1 ·                                               | Martha Heinrich                          | Martha Heinrich geb. 19.03.1911 Flucht 1936 Palästina | 22. Juni 2017     |                                                                                         |                                                                                          | |
| Börneplatz 1 ·                                               | Max Heinrich                             | Max Heinrich geb. 05.04.1913 Flucht USA | 22. Juni 2017     |                                                                                         |                                                                                          | |
| Börneplatz 1 ·                                               | Julius Heinrich                          | Julius Heinrich geb. 11.02.1915 Flucht 1936 Palästina | 22. Juni 2017     |                                                                                         |                                                                                          | |
| Börneplatz 1 ·                                               | Elisabeth Heinrich                       | Elisabeth Heinrich geb. 11.01.1918 Flucht 1936 Palästina | 22. Juni 2017     |                                                                                         |                                                                                          | |
| Börneplatz 1 ·                                               | Edith Heinrich                           | Edith Heinrich geb. 07.06.1920 Flucht 1936 Palästina | 22. Juni 2017     |                                                                                         |                                                                                          | |
| Börneplatz 1 ·                                               | Arthur Heinrich                          | Arthur Heinrich geb. ??.??.1922 Flucht 1936 Palästina | 22. Juni 2017     |                                                                                         |                                                                                          | |
| Börneplatz 1 ·                                               | Josef Heinrich                           | Josef Heinrich geb. 29.09.1924 Flucht 1936 Palästina | 22. Juni 2017     |                                                                                         |                                                                                          | |
| Börneplatz 1 ·                                               | Flora Heinrich                           | Flora Heinrich geb.20.02.1930 Flucht USA | 22. Juni 2017     |                                                                                         |                                                                                          | |
| Heiligkreuzgasse 22 / Ecke Klapperfeldstraße ·               | Emanuel Roman                            | Emanuel Roman geb. 22.11.1883 Im Widerstand/KPD Verhaftet 1935 „Hochverrat“ Kassel-Wehlheiden ermordet in Buchenwald 12.5.1941                                | 24. Juni 2017     |                                                                                         |                                                                                          | |
| Heiligkreuzgasse 22 / Ecke Klapperfeldstraße ·               | Helene Roman                             | Helene Roman geb. Hirschfeld geb. 23.03.1891 1936 Flucht Belgien Deportiert 1942 ermordet in Auschwitz                                                        | 24. Juni 2017     |                                                                                         |                                                                                          | |
| Heiligkreuzgasse 22 / Ecke Klapperfeldstraße ·               | Betty Berger                             | Betty Berger geb. Roman geb. 15.08.1912 1936 Flucht Belgien Deportiert 1942 ermordet in Auschwitz                                                             | 24. Juni 2017     |                                                                                         |                                                                                          | |
| Heiligkreuzgasse 22 / Ecke Klapperfeldstraße ·               | David Adolf Roman                        | David Adolf Roman geb. 31.10.1913 1936 Flucht Belgien | 24. Juni 2017     |                                                                                         |                                                                                          | |
| Heiligkreuzgasse 22 / Ecke Klapperfeldstraße ·               | Hermann Roman                            | Hermann Roman geb. 26.11.1919 1936 Flucht Belgien Deportiert 1942 ermordet in Auschwitz                                                                       | 24. Juni 2017     |                                                                                         |                                                                                          | |
| Heiligkreuzgasse 22 / Ecke Klapperfeldstraße ·               | Wilhelm Friedrich Roman                  | Wilhelm Friedrich Roman geb. 30.11.1914 1936 Flucht Belgien Interniert Saint Cyprien Drancy Deportiert 1942 ermordet in Auschwitz ermordet 22.9.192           | 24. Juni 2017     |                                                                                         |                                                                                          | |
| Albusstraße 24 ·                                             | Salomon Girgulsky                        | Salomon Girgulsky geb. 2.4.1887 deportiert Polenaktion 1938                                                                                                   | 19. Mai 2016      |                                                                                         |                                                                                          | |
| Albusstraße 24 ·                                             | Maria Girgulsky                          | Maria Girgulsky geb. 6.9.1885 deportiert Polenaktion 1938 überlebt                                                                                            | 19. Mai 2016      |                                                                                         |                                                                                          | |
| Albusstraße 24 ·                                             | Josef Hagel                              | Josef Hagel geb. ? Flucht England 1938 überlebt | 19. Mai 2016      |                                                                                         |                                                                                          | |
| Albusstraße 24 ·                                             | Berta Eichberg                           | Berta Eichberg geb. ? Flucht Argentinien 1937 überlebt | 19. Mai 2016      |                                                                                         |                                                                                          | |
| Albusstraße 24 ·                                             | Max Girgulski                            | Max Girgulski geb. 12.11.1913 Flucht Argentinien 1938 überlebt                                                                                                | 19. Mai 2016      |                                                                                         |                                                                                          | |
| Mainstraße 8 ·                                               | Ernst Dillenburger                       | Ernst Dillenburger geb. 3. Oktober 1930 deportiert 22. November 1941 Kaunas ermordet 25. November 1941                                                        | 17. Mai 2015      |                                                                                         |                                                                                          | |
| Mainstraße 8 ·                                               | Klara Dillenburger                       | Klara Dillenburger geb. 16. April 1901 deportiert 22. November 1941 Kaunas ermordet 25. November 1941                                                         | 17. Mai 2015      |                                                                                         |                                                                                          | |
| Mainstraße 8 ·                                               | Marianne Dillenburger geb. Kahn          | Marianne Dillenburger geb. Kahn geb. 21. Dezember 1870 deportiert 22. November 1941 Kaunas ermordet 25. November 1941                                         | 17. Mai 2015      |                                                                                         |                                                                                          | |
| Mainstraße 8 ·                                               | Sally Dillenburger                       | Sally Dillenburger geb. 4. April 1870 deportiert 22. November 1941 Kaunas ermordet 25. November 1941                                                          | 17. Mai 2015      |                                                                                         |                                                                                          | |
| Schäfergasse 27 ·                                            | Johanna Mink geb. Schack                 | Johanna Mink geb. Schack geb. 15. November 1889 deportiert 8. März 1941 Ravensbrück 1942 Bernburg ermordet 29. Mai 1942                                       | 17. Mai 2015      | Stolpersteine Schäfergasse 27                                                           |                                                                                          | |
| Breite Gasse 23 ·                                            | Dora Buchband geb. Gingold               | Dora Buchband geb. Gingold geb. 11. Juli 1913 deportiert 11. Februar 1943 von Drancy nach Auschwitz ermordet                                                  | 6. November 2007  | Stolperstein Breite Gasse 23 für Dora Buchband                                          |                                                                                          | |
| Breite Gasse 23 ·                                            | Leo Gingold                              | Leo Gingold geb. 4. Januar 1915 deportiert 1943 von Beaume-la-Rolande nach Auschwitz ermordet                                                                 | 6. November 2007  | Stolperstein Breite Gasse 23 für Leo Gingold                                            | Siehe auch Wiki Artikel                                                                  | polnisch-deutscher Kaufmann aus einer jüdischen Familie, Widerstandskämpfer gegen den Nationalsozialismus in der Résistance |
| Zeil 29 ·                                                    | Hugo Baer                                | Hugo Baer geb. 14. Januar 1869 deportiert 15. September 1942 Theresienstadt ermordet 23. September 1942                                                       | 23. Februar 2008  | Stolperstein Zeil 29 Hugo Baer                                                          |                                                                                          | |
| Battonnstraße 70 ·                                           | Regina Bendkower                         | Regina Bendkower geb. Rubanowicz geb. 1. Dezember 1897 deportiert 11. November 1941 Minsk ermordet                                                            | 29. Juli 2011     | Stolpersteine Battonnstraße 70 Regina Bendkower                                         |                                                                                          | |
| Kurt-Schumacher-Straße 10 ·                                  | Inge Edelmann                            | Inge Edelmann geb. 31. März 1934 deportiert 1945 Theresienstadt befreit                                                                                       | 12. Mai 2012      | Stolperst Kurt-Schumacher-Str. 10 Edelmann Inge                                         |                                                                                          | |
| Kurt-Schumacher-Straße 10 ·                                  | Irma Edelmann                            | Irma Edelmann geb. Loeb geb. 16. Oktober 1913 deportiert 8. Februar 1943 Auschwitz ermordet 12. September 1943                                                | 12. Mai 2012      | Stolperst Kurt-Schumacher-Str. 10 Edelmann Irma                                         |                                                                                          | |
| Große Friedberger Straße 44 ·                                | Isaak Goldschmidt                        | Isaak Goldschmidt geb. 29. Dezember 1901 deportiert 11. November 1941 Minsk ermordet                                                                          | 13. Mai 2012      | Stolperstein Große Friedberger Straße 44 Isaak Goldschmidt                              |                                                                                          | |
| Große Friedberger Straße 44 ·                                | Jenny Goldschmidt                        | Jenny Goldschmidt geb. Glauberg geb. 13. April 1874 deportiert 22. November 1941 Kaunas ermordet 25. November 1941                                            | 16. Februar 2009  | Stolperstein Große Friedberger Straße 44 Jenny Goldschmidt                              |                                                                                          | |
| Schützenstraße 12 ·                                          | Malchen Goldschmidt geb. Heidelberger    | Malchen Goldschmidt geb. Heidelberger geb. 22. April 1881 deportiert 22. November 1941 Kaunas ermordet 25. November 1941                                      | 4. Juni 2011      | Stolperstein Schuetzenstr 12 Goldschmidt Malchen                                        |                                                                                          | |
| Schützenstraße 12 ·                                          | Jonas Pappenheim                         | Jonas Pappenheim geb. 1877 deportiert 22. November 1941 Kaunas ermordet 25. November 1941                                                                     | 4. Juni 2011      | Stolperstein Schuetzenstr 12 Pappenheim Jona                                            |                                                                                          | |
| Schützenstraße 12 ·                                          | Irma Pappenheim geb. Stern               | Jonas Pappenheim geb. 1881 deportiert 22. November 1941 Kaunas ermordet 25. November 1941                                                                     | 4. Juni 2011      | Stolperstein Schuetzenstr 12 Pappenheim Irma                                            |                                                                                          | |
| Zeil 92 ·                                                    | Jenny Hahn                               | Jenny Hahn geb. 13. November 1898 deportiert 24. September 1942 Raasiku ermordet                                                                              | 4. Juni 2011      | Stolpersteine Zeil 92                                                                   |                                                                                          | |
| Zeil 92 ·                                                    | Bella Ackermann                          | Bella Ackermann geb. Cahn geb. 16. Dez. 1870 deportiert 15.Sep. 1942 KZ Theresienstadt ermordet 24. Feb. 1944                                                 | 17. Okt. 2014     | Stolperstein Zeil 92 Ackermann Bella                                                    | Frankfurt, Jewish cemetery Battonnstraße, Gedenkstätte Neuer Börneplatz, Bella Ackermann | |
| Fischerfeldstraße 16 ·                                       | Abraham Katz                             | Abraham Katz geb. 11. Juni 1931 deportiert 22. November 1941 Kaunas ermordet 25. November 1941                                                                | 25. April 2008    | Stolperstein Fischerfeldstraße 16 Abraham Katz                                          |                                                                                          | |
| Fischerfeldstraße 16 ·                                       | Dina Katz                                | Dina Katz geb. Bernknopf geb. 6. Januar 1894 deportiert 22. November 1941 Kaunas ermordet 25. November 1941                                                   | 25. April 2008    | Stolperstein Fischerfeldstraße 16 Dina Katz                                             |                                                                                          | |
| Fischerfeldstraße 16 ·                                       | Loebel Katz                              | Loebel Katz geb. 15. November 1878 deportiert 16. Oktober 1939 Buchenwald ermordet 27. August 1941                                                            | 25. April 2008    | Stolperstein Fischerfeldstraße 16 Loebel Katz                                           |                                                                                          | |
| Fischerfeldstraße 16 ·                                       | Mali Katz                                | Dina Katz geb. Bernknopf geb. 20. Oktober 1927 deportiert 22. November 1941 Kaunas ermordet 25. November 1941                                                 | 25. April 2008    | Stolperstein Fischerfeldstraße 16 Mali Katz                                             |                                                                                          | |
| Fischerfeldstraße 16 ·                                       | David Morgenstern                        | David Morgenstern geb. 7. Juni 1930 unbekannt ermordet 27. Mai 1942                                                                                           | 25. April 2008    | Stolperstein Fischerfeldstraße 16 David Morgenstern                                     |                                                                                          | |
| Fischerfeldstraße 16 ·                                       | Jankel Morgenstern                       | Jankel Morgenstern geb. 22. April 1897 deportiert 16. September 1939 Buchenwald und Bernburg ermordet 13. März 1942                                           | 25. April 2008    | Stolperstein Fischerfeldstraße 16 Jankel Morgenstern                                    |                                                                                          | |
| Fischerfeldstraße 16 ·                                       | Riwka Morgenstern                        | Riwka Morgenstern geb. Friedmann geb. 10. Juni 1899 deportiert 11. Juni 1942 Lublin ermordet                                                                  | 25. April 2008    | Stolperstein Fischerfeldstraße 16 Riwka Morgenstern                                     |                                                                                          | |
| Neue Mainzer Straße 32 ·                                     | Albert Katzenellenbogen                  | Dr. Albert Katzenellenbogen geb. 15. Januar 1863 deportiert 18. August 1942 Theresienstadt und 25. August 1942 Maly Trostenec ermordet                        | 4. Juni 2011      | Stolperstein Neue Mainzer Str. 32 Katzenellenbogen Dr. Albert                           |                                                                                          | Siehe auch Wiki Artikel |
| Neue Mainzer Straße 32 ·                                     | Cornelia Katzenellenbogen                | Cornelia Katzenellenbogen geb. Doctor geb. 11. November 1870 gestorben 19. April 1941                                                                         | 4. Juni 2011      | Stolperstein Neue Mainzer Str. 32 Katzenellenbogen Cornelia                             |                                                                                          | |
| Vilbeler Straße 27 ·                                         | Gitta Landau                             | Gitta Landau geb. Wrublewsky geb. 5. Februar 1881 deportiert 1942 Region Lublin ermordet                                                                      | 3. September 2008 | Stolperstein Vilbeler Straße 27 Gitta Landau                                            |                                                                                          | |
| Vilbeler Straße 27 ·                                         | Toni Landau                              | Toni Landau geb. 23. Oktober 1921 deportiert 1942 Region Lublin ermordet                                                                                      | 3. September 2008 | Stolperstein Vilbeler Straße 27 Toni Landau                                             |                                                                                          | |
| Stoltzestraße 14 ·                                           | Wilhelm Latsch                           | Wilhelm Latsch geb. 11. April 1884 deportiert 1943 Dachau ermordet 12. Februar 1944                                                                           | 15. Oktober 2004  | Stolperstein Stoltzestraße 14 Wilhelm Latsch                                            |                                                                                          | |
| Allerheiligenstraße 20 ·                                     | Erwin Levi                               | Erwin Levi geb. 24. Februar 1909 deportiert 6. April 1943 Auschwitz ermordet                                                                                  | 25. April 2008    | Stolperstein Allerheiligenstraße 20 Erwin Levi                                          |                                                                                          | |
| Battonnstraße 40 ·                                           | Hildegard Levi                           | Hildegard Levi geb. 29. September 1912 deportiert 11. November 1941 Minsk ermordet                                                                            | 8. Mai 2010       | Stolperstein Battonnstraße 40 Hildegard Levi                                            |                                                                                          | |
| Battonnstraße 40 ·                                           | Bela Judis Levi                          | Bela Judis Levi geb. 3. November 1939 deportiert 11. November 1941 Minsk ermordet                                                                             | 8. Mai 2010       | Stolperstein Battonnstraße 40 Bela Judis Levi                                           |                                                                                          | |
| Battonnstraße 40 ·                                           | Isidor Levi                              | Isidor Levi geb. 25. April 1880 deportiert 11. November 1941 Minsk ermordet                                                                                   | 8. Mai 2010       | Stolperstein Battonnstraße 40 Isidor Levi                                               |                                                                                          | |
| Battonnstraße 40 ·                                           | Rosa Levi                                | Rosa Levi geb. Spieldoch geb. 29. Oktober 1881 deportiert 11. November 1941 Minsk ermordet                                                                    | 8. Mai 2010       | Stolperstein Battonnstraße 40 Rosa Levi                                                 |                                                                                          | |
| Klapperfeldstraße 8 ·                                        | Lazarus Neumann                          | Lazarus Neumann geb. 13. April 1864 deportiert 18. August 1942 Theresienstadt ermordet 17. Januar 1943                                                        | 13. Mai 2012      | Stolpersteine Klapperfeldstraße 8 Neumann, Lazarus                                      |                                                                                          | |
| Zeil 43 ·                                                    | Josef Nussbaum                           | Josef Nussbaum geb. 7. Juni 1869 deportiert 15. Februar 1940 Buchenwald ermordet 17. Juni 1942                                                                | 22. Juni 2013     | Stolperstein Zeil 43 Nussbaum Josef                                                     |                                                                                          | |
| Zeil 43 ·                                                    | Karoline Nussbaum                        | Karoline Nussbaum geb. Strauss geb. 15. Dezember 1867 deportiert 19. August 1942 Theresienstadt ermordet 15. September 1942                                   | 22. Juni 2013     | Stolperstein Zeil 43 Nussbaum Karoline                                                  |                                                                                          | |
| Allerheiligenstraße 26 ·                                     | Balthasar Sauer                          | Balthasar Sauer geb. 10. Februar 1883 deportiert 1942 Haft in Dachau 1944 Lublin Januar 1945 Auschwitz ermordet 7. Januar 1945                                | 15. Oktober 2004  | Stolperstein Allerheiligenstraße 26 Balthasar Sauer                                     |                                                                                          | |
| Meisengasse 6b ·                                             | Henny Schermann                          | Henny Schermann geb. 19. Februar 1912 deportiert 1940 Ravensbrück ermordet 30. Mai 1942                                                                       | 9. Mai 2004       | Stolperstein Meisengasse 6b Henny Schermann                                             |                                                                                          | siehe auch Wiki Artikel |
| Meisengasse 6b ·                                             | Herbert Schermann                        | Herbert Schermann geb. 16. Januar 1914 Drancy, deportiert 19. Juli 1942 Auschwitz ermordet 23. September 1942                                                 | 9. Mai 2004       | Stolperstein Meisengasse 6b Herbert Schermann                                           |                                                                                          | |
| Meisengasse 6b ·                                             | Regina Schermann                         | Regina Schermann geb. 28. Juli 1916 deportiert 19. Oktober 1941 Łódź ermordet                                                                                 | 9. Mai 2004       | Stolperstein Meisengasse 6b Regina Schermann                                            |                                                                                          | |
| Meisengasse 6b ·                                             | Selma Schermann                          | Selma Schermann geb. Stern geb. 19. März 1894 deportiert 19. Oktober 1941 Łódź ermordet                                                                       | 9. Mai 2004       | Stolperstein Meisengasse 6b Selma Schermann                                             |                                                                                          | |
| Große Friedberger Straße 29 ·                                | Heinrich Wetzlar                         | Heinrich Wetzlar geb. 29. April 1864 deportiert 1. September 1942 Theresienstadt ermordet 4. Februar 1943                                                     | 21. Juni 2013     | Stolperstein Grosse Friedberger Straße 29 Wetzlar Heinrich                              |                                                                                          | |
| Große Friedberger Straße 29 ·                                | Rosa Wetzlar                             | Rosa Wetzlar geb. Rosenstock geb. 4. März 1871 deportiert 1. September 1942 Theresienstadt ermordet 16. September 1943                                        | 21. Juni 2013     | Stolperstein Grosse Friedberger Straße 29 Wetzlar Rosa                                  |                                                                                          | |
| Neue Mainzer Straße 71 ·                                     | Anna Melanie Zehn                        | Anna Melanie Zehn geb. Lazarus geb. 5. November 1865 deportiert 12. April 1943 Auschwitz ermordet 12. Mai 1943                                                | 8. Mai 2010       | Stolperstein Neue Mainzer Straße 71 Anna Zehn                                           |                                                                                          | |
| Kurt-Schumacher-Straße 26 ·                                  | Elisabeth Paul                           | Elisabeth Paul geb. 12. Oktober 1899 deportiert 13. Mai 1943 Auschwitz ermordet 17. Juli 1943                                                                 | 19. November 2013 | Stolperstein Kurt Schumacher Straße 26 Paul Elisabeth                                   |                                                                                          | |
| Kurt-Schumacher-Straße 26 ·                                  | Helene Paul                              | Helene Paul geb. 13. Juni 1920 deportiert 1943 Auschwitz ermordet 10. Dezember 1943                                                                           | 19. November 2013 | Stolperstein Kurt Schumacher Straße 26 Paul Helene                                      |                                                                                          | |
| Kurt-Schumacher-Straße 26 ·                                  | Hermann Paul                             | Hermann Paul geb. 13. März 1924 deportiert 1942 Auschwitz ermordet 5. Februar 1943                                                                            | 19. November 2013 | Stolperstein Kurt Schumacher Straße 26 Paul Hermann                                     |                                                                                          | |
| Stiftstraße 9–17 ·                                           | Paul Heinrich Janke                      | Paul Heinrich Janke geb. 26. Juli 1907 hingerichtet 21. Februar 1945                                                                                          | 22. Juni 2014     | Stolpersteine Stiftstr 17                                                               |                                                                                          | |
| Mainzer Landstraße 23 ·                                      | Raphael Weichbrodt                       | Raphael Weichbrodt geb. 21. September 1886 deportiert 1942 Gross-Rosen ermordet 31. Mai 1942                                                                  | 17. Okt. 2014     |                                                                                         |                                                                                          | Siehe auch Wiki Artikel |
| Mainzer Landstraße 23 ·                                      | Dorrit Weichbrodt                        | Dorrit Weichbrodt geb. 27. September 1921 deportiert 1942 Mauthausen ermordet 31. Mai 1942                                                                    | 17. Okt. 2014     |                                                                                         |                                                                                          | |